# ...In Translation (Izgubljeni)
...In Translation je sedamnaesta epizoda prve sezone televizijske serije Izgubljeni. Režirao ju je Tucker Gates, a napisali su je Javier Grillo-Marxuach i Leonard Dick. Prvi puta se emitirala 23. veljače 2005. godine na televizijskoj mreži ABC. Glavni lik radnje epizode je Jin-Soo Kwon (Daniel Dae Kim). Naslov epizode referenca je na poznatu frazu „izgubljeni u prijevodu”. 

## Radnja

### Prije otoka
Jin-Soo Kwon (Daniel Dae Kim) posjeti Suninog (Yunjin Kim) oca, gospodina Paika (Byron Chung) kako bi ga pitao za ruku njegove kćeri. Tijekom njihovog razgovora Jin govori Paiku da mu je otac preminuo i da je spreman učiniti sve za Sun. Nakon što ga Paik upita zašto bi svoju kćerku dao nekome tko tako jednostavno odustaje od svojih snova, Jin mu govori da je Sun njegov san. Nedugo potom Jin i Sun podijele romantični trenutak dok se ona oblači. Upita ga za medeni mjesec, a Jin joj odgovara da će otići na njega čim on završi sa svojim treningom za menadžment. U međuvremenu gospodin Paik promovira Jina i daje mu zadatak da ode do kuće Byung Hana te da mu dostavi poruku. Tamo mu Jin govori da je Paik nezadovoljan njegovim radom dok u pozadini Hanova kćerka gleda televiziju na kojoj vidimo Hurleyja koji je upravo dobio na lutriji. Gospodin Han daje Jinu malog psića kojeg smo već vidjeli ranije u epizodi House of the Rising Sun. 
Sun priprema večeru za svog supruga. Nakon što ih prekine telefonski poziv, Jin odlazi na sastanak do gospodina Paika koji ga obavještava da je tvornica ipak zatvorena i da Jin nije dobro prenio poruku gospodinu Hanu. Nakon toga Jin skupa s plaćenikom mora ponovno otići do Hanove kuće. Međutim, prije nego plaćenik ubije Hana, Jin ga pretuče i govori mu da tvornice moraju biti sutra otvorene i da mu je upravo spasio život. Nakon toga ostavlja uplašenu obitelj i krvav se vraća kući što ponovno spaja prethodno viđenu scenu iz epizode House of the Rising Sun. Pred kraj, Jin posjeti svog oca za kojeg saznajemo da je zapravo živ i radi kao ribolovac. Jin mu pomaže u poslu i ispričava se što je osramotio obitelj. Razgovaraju o Jinovim problemima u braku, a razgovor završava s Jinovom željom da počnu ispočetka. Otac mu govori da je za njih dvoje najbolje da odu u Ameriku i započnu novi život.

### Na otoku
Trideset i drugog dana nakon zrakoplovne nesreće, 23. listopada 2004. godine, Sun nosi bikini na plaži, a Jin joj ubrzo prilazi i pokriva njezino tijelo dok se istovremeno svađaju. Jin je snažno primi za ruku i počne povlačiti što rezultira njezinim padanjem u pijesak. Michael Dawson (Harold Perrineau) požuri pomoći joj i zaprijeti Jinu, ali pobere šamar od Sun što ga u potpunosti šokira. Kasnije mu se Sun dolazi ispričati dok ovaj radi na izradi splavi. Govori mu da je to učinila da ga zaštiti, jer nije svjestan koliko bi ga tek izmlatio Jin.
Shannon Rutherford (Maggie Grace) i Sayid Jarrah (Naveen Andrews) flertuju jedno s drugim. Jack Shephard (Matthew Fox) dolazi do Michaela koji i dalje neumorno radi na splavi i koji ga obavještava da na nju može stati samo četvero ljudi. Jack ga upita postoji li slobodno mjesto, a Sawyer mu u tom trenutku govori da je on kupio jedno u zamjenu za materijale potrebne za izradu splavi. Tijekom noći splav se zapali i skoro svi počnu okrivljavati Jina. Sun ga nakon toga pronalazi opečenog, a on ne želi razgovarati s njom. 
Uskoro Sawyer pronalazi Jina dok ovaj skuplja vodu za piće i onesvijesti ga, veže te dovodi na plažu. Tamo ga Michael počne tući, a u tom trenutku se pojavljuje Sun koja po prvi puta javno na engleskom kaže Michaelu da prestane i da Jin nije zapalio splav već da je opekao ruke pokušavajući ugasiti požar. Svi su šokirani što Sun zna pričati engleski jezik, a ona im i dalje govori kako Jin nije lažljivac. John Locke to potvrđuje i govori da je malo vjerojatno da je netko od preživjelih zapalio splav. 
Michael se pomiri s tim da splavi nema i odluči napraviti novu. Sun ode do Jina i na engleskom jeziku mu kaže da ga je namjeravala ostaviti, ali da se predomislila. Nakon toga ga na korejskom jeziku pita mogu li početi ispočetka, ali joj Jin govori da je za to prekasno. Tijekom noći Shannon odluči ostati sa Sayidom unatoč tome što se Boone protivi njihovoj vezi. Locke dolazi do Walta i upita ga zašto je zapalio splav na što mu ovaj odgovara da mu se sviđa na otoku i da ne bi htio otići s njega.
Sljedećeg dana na plaći Hugo „Hurley” Reyes (Jorge Garcia) sluša na svom CD playeru pjesmu „Delicate” u izvedbi Damiena Ricea koja se odjednom gasi zbog toga što su se istrošile baterije. U međuvremenu, Sun odlazi u ocean okupati se u svojem kupaćem kostimu kao slobodna, ali usamljena žena dok istovremeno Jin pomaže Michaelu u gradnji nove splavi. 

## Gledanost
Epizodu ...In Translation gledalo je 19.49 milijuna Amerikanaca.

## Vanjske poveznice
- „...In Translation” na ABC-u